# Wyżyna Moskiewska

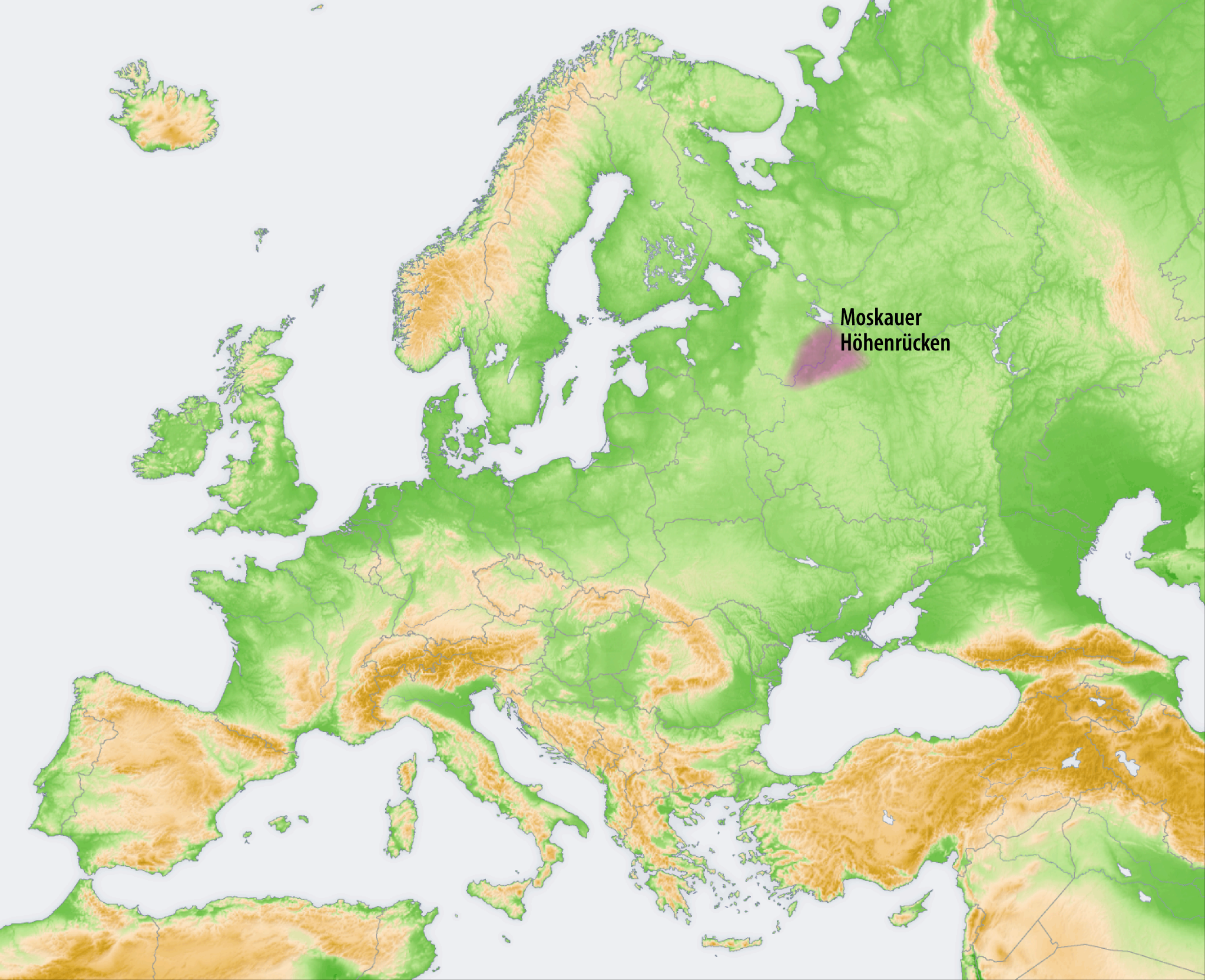
Lokalizacja

Wyżyna Moskiewska (ros. Моско́вская возвы́шенность - Moskowskaja wozwyszennost’) – wyżyna w północnej części Niziny Wschodnioeuropejskiej. 
Wyżyna Moskiewska stanowi wschodnią część Grzędy Smoleńsko-Moskiewskiej, na wschód od źródłowych dolin rzek Gżat’ i Woria. Stanowi pasmo moren zniszczonych erozyjnie. Porośnięta lasami mieszanymi z przewagą świerka, brzozy i osiki.
Znajduje się tu Park Narodowy „Zawidowo”.